# Линкус, Марк
Марк Линкус (англ. Mark Linkous; 9 сентября 1962 — 6 марта 2010) — американский музыкант и автор-исполнитель, более всего известный как лидер «Sparklehorse». Линкус родом из Виргинии, в последнее время жил в Северной Каролине. В городе Хэйсвилль ему принадлежала студия Static King. В своей семье Марк Линкус — единственный, кто не работал шахтёром.

## Биография
В 1980-х Линкус стал сооснователем инди-группы «Dancing Hoods». После распада коллектива он продолжил писать песни (например, «Sick of Goodbyes», которая появилась на втором альбоме группы «Cracker»). В 1995-м Линкус основал «Sparklehorse», группу, с тех пор издавшую четыре пластинки.

### Трагедия 1996 г.
В 1996-м, во время совместного турне «Sparklehorse» и «Radiohead» по Европе, у Линкуса случилась передозировка смеси из антидепрессантов, валиума, алкоголя и героина, принятой им в номере лондонского отеля. Линкус пребывал в бессознательном состоянии, с подогнутыми под себя ногами, в течение 14 часов, и критическая концентрация калия в крови на несколько минут вызвала у него остановку сердца. Последовавшие операции едва не привели к ампутации обеих ног и приковали Линкуса к инвалидной коляске на шесть месяцев. Музыкант проходил лечение в лондонском госпитале Святой Марии.

### Творческая активность
Последним альбомом «Sparklehorse» стал «Dreamt for Light Years in the Belly of a Mountain», выпущенный в сентябре 2006 года. В 2009 году музыкант работал над совместной пластинкой с Danger Mouse, которая называлась Dark Night Of The Soul..

## Карьера продюсера
Помимо сочинения собственной музыки, Линкус также стал продюсером и руководил записью таких пластинок, как «A Camp», сольной работы Нины Перссон, и «Fear Yourself» Дэниела Джонстона. Линкус является одним из самых горячих поклонников Джонстона, музыканта, страдающего биполярным аффективным расстройством. В 2004-м Линкус курировал и продюсировал «The Late Great Daniel Johnston: Discovered Covered», трибьют-альбом Джонстону, в записи которого принимали участие Бек, Death Cab for Cutie, Вик Чеснатт, Том Уэйтс и Bright Eyes. На диске также присутствует совместная работа Sparklehorse и The Flaming Lips — «Go».

## Смерть
В возрасте 47 лет Марк Линкус покончил с собой. Он выстрелил себе в сердце из винтовки в субботу, 6 марта, в городе Ноксвилл, штат Теннесси. В этот же день на официальном сайте «Sparklehorse» появилась новость от родственников лидера группы:

С большой печалью сообщаем о том, что наш дорогой друг и член семьи, Марк Линкус, лишил себя жизни. Мы благодарны ему за то время, которое он провел с нами, и он навсегда останется в наших сердцах. Пусть его путешествие будет мирным, счастливым и свободным. Есть рай и там есть звезда для тебя.